# Urato Watanabe
Urato Watanabe (Japans: 渡辺浦人, Watanabe Urato) (Aomori , 2 maart 1909 – 18 oktober 1994) was een Japans componist, muziekdocent en dirigent.

## Levensloop
Watanabe volgde een muziekopleiding aan de Tokyo University of the Arts in Tokio, onder andere compositie bij Naotada Yamano en Jyun Otsuka, maar daarnaast was hij ook leerling van Kosaku Yamada (1886-1965). Later werd hij muziekdocent aan de Nagoya University of Fine Arts. 
In 1955 reisde Watanabe voor het eerst naar Europa, om aan de International Folk Music Conference in het Noorse Oslo deel te nemen en aansluitend verschillende steden in Europa te bezoeken. Zijn artistieke credo vatte hij samen in "Kunst verwerft universaliteit als zij haar oorsprong in de eenvoud van het volk vindt".
Zijn zoon Takeo Watanabe (16 april 1933) is eveneens componist. 
In een compositiewedstrijd van het dagblad Mainichi Shimbun won hij in 1941 de eerste prijs. Eveneens in 1941 won hij de eerste prijs van het ministerie van Cultuur en Educatie voor "Yajin" (A Wild Man) en ook een prijs van de Japanese Literary Arts. Als succesvol componist werd Watanabe door de Japanse regering in de commissie voor de uitgave van bladmuziek benoemd. Watanabe was ook directeur van de Japan Folk Music Association en van de Japanse componistenfederatie.

## Composities

### Werken voor orkest
- 1941 Symphonic Suite "Yajin", voor orkest
  1. Assemblage: Allegro non troppo - Leggiero
  2. Rite: Andante con tristezza
  3. Dance: Allegro ben marcato
- 1970 Fantasy on ancient Japan "Yamato", voor xylofoon en orkest
- 1970 Ritualis Symphony '70, voor orkest
- 1972 Three movements, voor gitaar en orkest
- 1977 Kodaishinsyo Symphonic Suite - New eulogy to the old ages, voor orkest
  1. Purple cloud
  2. Blue stream
  3. Green wood
  4. Pillarsof the shrine are erected
  5. Ripening of fresh rice-ears
- 1980 Suite Tsugaru voor historische Japanse instrumenten (Shakuhachi, Shamisen, Sangen) en orkest
- 1982 3 movements, voor slagwerkinstrumenten en orkest

### Werken voor harmonieorkest
- 1956 Suite Yajin, symfonische suite voor harmonieorkest
- 1960 Dawn Breaks at a Shinto Shrine
- 1972 Mimamoto Musashi, suite
- 1974 Concerto, voor marimba en harmonieorkest
- 1975 Japanese Festival Suite
- Requiem

### Werken voor gitaar
- Toshishun, symfonisch gedicht voor gitarenorkest

### Filmmuziek
- 1951 Aika
- 1951 Onnagokoro dare ka shiru (internationale titel: Who Knows a Woman's Heart?)
- 1953 Bot-chan
- 1954 Take-chan shacho
- 1954 Zoku Take-chan shacho
- 1955 Ore mo otoko sa (internationale titel: I'm a Man Too)
- 1955 Muttsuri Umon torimonocho
- 1955 Jinanbo Garasu
- 1956 Fukuaki no seishun
- 1956 Okashi-na yatsu
- 1956 Hana Zukin - Flowery  Hood1
- 1956 Manaslu
- 1957 Akadô Suzunosuke: Tsukiyo no kaijin
- 1957 Akadô Suzunosuke: Shingetsu-to no yôki
- 1957 Akadô Suzunosuke: Kimento taiji
- 1957 Akadô Suzunosuke: Ippon ashi no majin
- 1957 Akadô Suzunosuke: Hichôryû shinku giri
- 1957 Akadô Suzunosuke
- 1957 Arashi no naka no otoko (internationale titel: Man in the Storm)
- 1957 Yama to kawa no aru machi  (internationale titel: A Path Through Mountains and Rivers)
- 1958 Akadô Suzunosuke: Mitsume no chôjin
- 1963 Wanwan chushingura (internationale titel: Doggie March  of  Woof Woof Chushingura)